# Subaru 1500
Le premier véhicule construit par la division automobile de Fuji Heavy Industries était appelé Subaru 1500, avec le nom de code de développement P1. Le prototype utilisait un corps en structure monocoque et adoptait une apparence de style ponton.

## Source de la traduction
- (en) Cet article est partiellement ou en totalité issu de l’article de Wikipédia en anglais intitulé « Subaru 1500 » (voir la liste des auteurs).